# بازگشت سینگهام
بازگشت سینگهام (به انگلیسی: Singham Returns) یک فیلم هندی است که در سال ۲۰۱۴ به روی پرده سینماها رفت و در سبک اکشن درام می‌باشد. این فیلم دنباله‌ای فیلم موفق سینگهام است که در سال ۲۰۱۱ به روی پرده سینماهای هند رفت و بالای ۱۰۰ کرور در جدول گیشه نمایش سینماهای هند فروش کرد.

## خلاصه داستان
به دلیل وجود اعمال نادرست و مخرب بعضی افراد، بازرس پلیس به عنوان یک کمیسر بر می‌گردد تا شهر را از بی عدالتی پاک کند…